# 聚合物

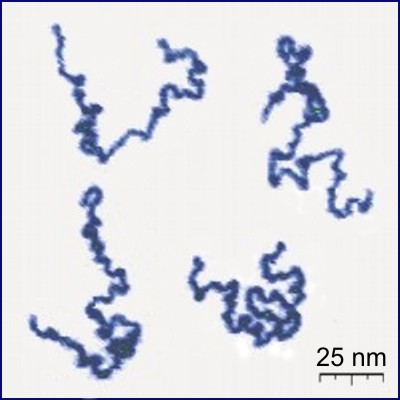
聚合物

聚合物（英語：polymer）是由許多以共價鍵相連且重複的單體（monomer）或結構單元（structural unit）組成分子量很大的化合物。聚合物分为两大类：均聚物（homopolymer）由一种单体聚合而成；共聚物（copolymer）则由两种或两种以上不同单体聚合而成的。
高聚物（high polymer）是分子量高达几万乃至几百万的高分子聚合物。多聚物（multimer），在生物化学中，是专指非共价结合的蛋白质低聚物。
聚合物英語 polymer 源自希臘語 polys 表“多”，meros 表“小單位（part）”，所以很多小單位連結在一起的這種特別分子，稱為聚合物，例如塑膠和高分子。
聚合物一般为“有机聚合物”，但亦有“无机聚合物”；通常聚合物的分子量大於十萬，聚合度大於三千。

## 概要
雖然聚合物常被稱之為塑膠，但實際上聚合物包括了很多種適用於不同目的及用途的人工合成及自然生成的材料。蟲膠和琥珀就是已應用了近一世紀的自然生成聚合物。紙張是從纖維素聚合出來， 農作物中自然聚合了多糖。即使是生物聚合物中的蛋白質和核酸，也是生物間非常重要的聚合物。

## 歷史發展
聚合物這個詞首先出現在1833年，同一時刻，亨利·布拉科諾率先製造出纖維素的衍生物，或許這是高分子化學最早最重要的實驗。在接下來的19世紀，硫化法可以改進自然的聚合物橡膠的耐久性，意味著第一個半合成的聚合物問世了。第一個完全合成的聚合物，電木是在1909年，由利奧·貝克蘭所發現並命名的。
直到1920年，儘管在聚合物的合成和特性有重大的進展，對於聚合物的分子結構卻沒有一個適當的認識。在那之前，科學家相信聚合物是一群小的分子聚在一起（叫膠質），沒有明確的分子量，透過一種稱之為結合理論的未知力量結合在一起。1922年，赫爾曼·施陶丁格提出聚合物是由共價鍵結合成長鏈，爾後十年，此一想法並沒有獲得大多數的認同，但他最終還是獲得了諾貝爾獎。接下來的時間中，尼龍、聚乙烯、聚四氟乙烯和矽氧樹脂這些合成聚合物材料，建立發展的聚合物的基礎。
合成聚合物廣泛應用在生活中與工業上，像是黏著劑和潤滑劑等，還有從小孩的玩具到航空器材的結構上。而聚甲基丙烯酸甲酯可用在半導體製程中的光阻和微處理器上的低介電常數材料。未來的應用包含以聚合物為主體，可彎曲的顯示器材，還有可隨時間分解讓人吸收的藥品。

## 聚合物科學
大多數聚合物的研究都會被分類在聚合物科學中，其次被分類在包含了化學（特別是有機化學），物理學和工程學的材料科學的研究中。聚合物科學粗略分成兩門次學科
- 高分子化學，是關於聚合物合成與其化學性質。
- 高分子物理，是關於聚合物的體性質（bulk properties）和工程應用。

總括來說，聚合物科學的領域包含了合成、化學處理和自然聚合物的改造。
雖然如此，但有關於生物上常見的聚合物，包括它們的結構、功能及合成方法等卻多屬於生物學、生化學及生物物理學的範疇當中。這些學科應用了不少聚合物科學中的專有名詞，特別是在討論有關合成脫氧核糖核酸及多糖的反應機理的時候。當一些分子擁有非常廣泛、或特別的生物上的功能時，它們就很少會使用聚合物科學的字彙去形容。例如蛋白質就很少會以共聚物去稱呼。

## 聚合物合成
聚合物有三種重要的合成方式：
- 在工廠或實驗室的有機合成
- 在細胞和器官中的生物合成
- 化學方式改良天然聚合物

### 有機合成
在1907年，利奧·具克蘭透過精確地控制溫度及壓力，把苯酚及甲醛聚合，成為第一個完全用合成方式製造的聚合物，酚醛樹脂。其後華萊士·卡羅瑟斯（Wallace Carothers） 於1920年展示了聚合物可透過由構成它們的單體合成，例如自然界中的多糖就可由單糖單體聚合而成，由此聚合物合成就得到長足的發展。大部份市面上重要的聚合物都是透過有機合成的反應機理，大容量地合成的。
實驗室中的合成方法大致上可分成兩個類別
- 卡羅瑟斯分類法
  - 縮合聚合反應
  - 加成聚合反應
- 聚合反應機理分類法
  - 連鎖聚合反應
  - 逐步聚合反應

卡羅瑟斯分類法受到早年聚合科學家的廣泛應用，因為這個分類只集中在單體及生成物的關係上。實際上由卡羅瑟斯提出，並一直沿用多年。但這個分類卻忽略了聚合過程中的反應機理，致使部份聚合物無法被正確分類（例如聚酯本身就可以同時透過縮合聚合、加成聚合及開環聚合等方法達成）。因此後來的聚合科學家多用聚合反應機理分類法。

### 生化合成
天然聚合物及生物聚合物在活細胞內的合成，主要是得到酶作為媒介而協助的。例如脫氧核糖核酸的生成就由脱氧核糖核酸聚合酶作媒介催化。蛋白質生物合成則由多重酶的合作下完成，當中包括脫氧核糖核酸把遺傳訊息轉錄及轉譯，合成為特定的蛋白質。該蛋白質其後可能會進行轉譯後修飾，而形成具有特定結構及功能。

### 天然聚合物的改良
許多商業上重要的聚合物均是從天然聚合物中經由化學改造而合成出來的。著名的例子包括
- 硝酸和纖維素製造硝化纖維的反應。
- 橡膠和硫一同加熱的硫化反應改善天然橡膠的性質。

## 聚合物結構與性質
聚合物的性質可根據它們的大小，廣義地劃分為幾個類別。只有微觀體系大小的聚合物，主碳鍵主導了它們的性質，因此可視為簡單的聚合物結構。當他們的大小達至介觀體系的時候，它們的性質多形容在三維空間下的聚合物基。若然是宏觀體系，則指它們的塊狀行為。

### 結構
有關於聚合物結構上的特性，最主要是與其單體在主碳鍵上的實際鋪排有關。這些結構促使很多聚合物不同的特性，例如同是線性排列的聚合物，它是否能與水混溶就取決於它的單體是否有帶極性的單體（如環氧乙烷）或非極性的單體（如苯乙烯）。與此同時，兩種具有完全相同單體的聚合物，例如一些天然橡膠，也可以因為很少的原因而呈現不同的持久性。聚合物科學家們已掌握了準確的字彙去表述單體的性質及其他相關的佈置：

#### 相同的單體
組成某特定聚合物的單體的性質，往往也是聚合物本身最重要的性質。聚合物的命名多也是根據它們的單體去訂定的。只由一種特定的單體組成的聚合物，稱作同聚物；而由不一樣的聚合物組成的，則稱為共聚物。聚苯乙烯，也就是只以苯乙烯作為單體的聚合物，就是一種同聚物；乙烯-醋酸乙烯酯，由多於一種的單體聚合而成，因此就被分類為共聚物。有些生物聚合物，由結構相似但實質上有輕微不同的單體所組成，例如由不同的核苷酸聚合而成的聚核苷酸，也為了方便而統稱了，而不會把每種單體的名稱列出。
聚電解質指由帶離子性官能機團的重複單位聚合成的聚合物，使其於水溶及熔融狀態下可導電；離子聚合物就是聚電解質的其中一種，不過具有離子性的重複單位數目少於15%。雖然於水溶及熔融狀態下未能導電，但在加熱後卻有導電的效果。詳見導電聚合物。

#### 共聚合物中單體的排列方法
若有超過一種的單體合成共聚合物，其骨幹上必定有數種排列的方式，若有單體A與單體B
- 隨機共聚合物（random copolymers）AB隨機出現，如：-A-A-A-B-A-B-B-
- 交替共聚合物（alternating copolymers）AB規則性的出現，如：-A-B-A-B-A-B-
- 嵌段共聚合物（block copolymers）有明顯的AB分界處，如：-A-A-A-A-B-B-B-B-
- 接枝共聚合物（graft copolymers）在連續的A中，有一個A接出了一個連續的B

#### 立構規整性（tacticity）
這個性質是指各個單體接合在一起的時候，在非主鏈上，而是在分支上的特定官能基排列的位置。簡單的說有三種排列方式：
- 无规聚合物（atactic polymer）是指特定的官能基沒有規律出現
- 等规聚合物（isotactic polymer）是指特定的官能基總是在主鏈的同一側出現
- 间规聚合物（syndiotactic polymer）是指特定的官能基會在主鏈的兩側交換出現

### 體性質（bulk properties）
聚合物的體性質通常是令人感興趣的最終用途。這些特性決定了聚合物在宏觀體系下的真實行為。

#### 抗拉強度
材料的抗拉強度量化了材料可以在破裂前承受多大的應力。對於依賴聚合物強度或耐久性的某些應用，抗拉強度是很重要的。舉個例子，具有高抗拉強度的橡膠繩可以在斷裂前承受極大的重量。一般而言，抗拉強度會隨著聚合物的鏈長加長而增加。

#### 楊氏模量
這個參數量化了聚合物的彈性。在相對較小的應變下，仍在彈性變形的範圍中，應力與應變的的比值。在包含物理性質的聚合物應用裡，楊氏模量與抗拉強度一樣重要。

#### 傳輸性質
傳輸性質是有關分子們如何快速的穿過聚合物本體。這個性質在聚合物薄膜與半透膜的應用中，非常重要。

#### 純物質相的行為
熔點
熔點在聚合物中，並不是指固-液的相變態，而是從結晶態或是半結晶態轉換成非晶質態。儘管縮寫是"Tm"，更準確的說法應該稱之為"結晶熔化溫度"。在合成聚合物之中，熔點只在熱塑性塑膠，而熱固性塑膠在高的溫度會分解，而不是於熔化。
沸點
聚合物沒有所謂的沸點，因為聚合物在加熱到達理論的沸點溫度前就會先分解了。
玻璃轉化溫度（Tg）
在聚合物中有一個有趣的現象，描述非晶質聚合物（amorphous polymers）從黏的、橡膠狀（rubbery）經過二階相轉換成脆的、玻璃狀（glassy）的一個參數，稱之為玻璃轉化溫度（Tg）。玻璃轉化溫度可利用改變分支的階數、在聚合物中交聯或加入塑化劑（plasticizer）來控制。

### 聚合物結構/性質的關係

#### 鏈長
增加鏈長會減少聚合物的移動性（mobility），增加強度與韌性，以及提高玻璃轉化溫度（Tg）。增加鏈長會增加像是范德華引力和糾結這種鏈自己的內部作用力。那些作用力在高應力或是高溫下，傾向把個別的鏈變的更強和更能抵抗變形與斷裂。

#### 化學交鍵
交鍵一般指碳鍵與碳鍵之間所形成的化學鍵，而交鍵的增多趨向於提高玻璃轉化溫度、強度及韌性。

#### 塑化劑
一種增加材料的柔軟性或使材料液化的添加劑。其添加對象包含了塑膠、混凝土、乾壁材料、水泥、膠粘劑與石膏等等。同一種塑化劑常常使用在不同的對象上，但其效果往往並不相同。塑化劑種類多達百餘種，但使用得最普遍的即是一群稱為鄰苯二甲酸酯類的化合物

#### 結晶度
增加結晶度會使聚合物傾向更堅硬，也會更脆。結晶度越接近零，會越透明，而提高結晶度，會越來越不透明，因為光會被結晶的區塊所散射。

## 聚合物溶解
聚合物的溶解过程要经过两个阶段，先是溶剂分子渗入聚合物内部，使聚合物体积膨胀，称为溶胀；然后才是高分子均匀分散在溶剂中，形成完全溶解的分子分散的军饷体系。

## 聚合物降解（degradation）
聚合物分子链被分裂成较小部分的反应过程。根据聚合物降解时所受的作用及反应机理不同，通常分为热降解、氧化降解、机械降解、化学降解和生物降解等类型。研究聚合物降解反应有着很重要的意义。如在聚合物成型过程中防止热降解的发生，可提高产品质量和使用寿命。该过程也可用来制取有价值的小分子物质，如天然聚合物在生物酶作用下，从蛋白质分解成氨基酸；从纤维素或淀粉等制取葡萄糖。在合成聚合物方面，也利用降解过程回收单体、制取新型聚合物，如嵌段及端基聚合物等。此外，制备出可以自然降解的聚合物，对于解决高分子材料公害，保持生态平衡也起着重要作用。

## 工業用途
今天有六種最常用的聚合物，聚乙烯、聚丙烯、聚氯乙烯、聚對苯二甲酸乙二酯、聚苯乙烯和聚碳酸酯。這六種材料佔了聚合物與塑膠材料98%的比例。
以上的每一種聚合物都有其自己的降解的特定模式與對熱、光與化學上的阻抗。

## 聚合物裂解（cracking）
裂解是一種將聚合物分解成較小的分子或是單體的一種過程。這種小分子將會比原本的聚合物還要黏上許多。

## 延伸閱讀
- Ashby, Michael and Jones, David. Engineering Materials. p. 191-195. Oxford: Butterworth-Heinermann, 1996. Ed. 2.
- Meyers and Chawla. Mechanical Behavior of Materials. pg. 41. Prentice Hall, Inc. 1999.
- Preparation, Characterization, and Antitumor Efficacy of Evodiamine Loaded PLGA Nanoparticles. Drug Delivery. 2014:1-9. (IF 2.202)
- Nucleolin Targeting AS1411 Aptamer Modified pH-Sensitive Micelles for Enhanced Delivery and Antitumor Efficacy of Paclitaxel. Nano Research. 2015; 8(1): 201-218.  (IF 6.963)
- pH-triggered charge-reversal and redox-responsive nanosystems for efficient docetaxel delivery in hepatocellular carcinoma treatment. Nanoscale, 2015, 7, 15763-15779. (IF: 7.394)
- Glycyrrhetinic Acid-decorated and Reduction-sensitive Micelles to Enhance Bioavailability and Anti-hepatocellular Carcinoma Efficacy of Tanshinone IIA. Biomaterials Science. (In Press, IF: 3.831)

## 外部連結
- Polymer Chemistry Hypertext, Educational resource
- The Macrogalleria - a cyberwonderland of polymer fun! （页面存档备份，存于）
- Polymer dictionary
- Responsive Biopolymers for Drug Delivery and Imaging （页面存档备份，存于）
- Polymer Chemistry Hypertext, Educational resource
- Polymer Chemistry Innovations （页面存档备份，存于）
- Materials for Organic devices
- 聚合物與Plastics術語表
- 中国聚合物网 （页面存档备份，存于）